# Walter Audisio
Walter Audisio   (Alessandria, 28 de juny de 1909 - Roma, 11 d'octubre de 1973) va ser un polític i resistent comunista italià. Segons la versió oficial, va ser la persona que va donar mort al dictador Benito Mussolini.

## Biografia
A l'escola, Walter Audisio va ser un alumne brillant. El seu primer treball va consistir a fabricar barrets borsalino durant la Gran Depressió. Després, va treballar durant anys com a comptable abans d'unir-se el 1931 a un grup d'antifeixistes clandestins. El grup va ser descobert pels serveis de seguretat italiana, l'Organizzazione per la Vigilanza e la Repressione dell'Antifascismo (OVRA). El 1934, va ser condemnat a 5 anys de reclusió a l'Illa de Ponza. Alliberat durant la Segona Guerra Mundial, va continuar realitzant activitats contra el govern feixista de Mussolini, i el setembre de 1943 va començar a organitzar els primers grups de partisans a la ciutat de Casale Monferrato.
Durant la guerra, es va unir al Partit Comunista Italià per a convertir-se en inspector de les Brigades Garibaldi, una facció del Comitè d'Alliberament Nacional, comandant les formacions que operaven a la província de Màntua i a la Plana Padana. Cap al gener de 1945 va ser una de les figures principals de la Resistència italiana a Milà. Va utilitzar el nom de guerra «comandant Valerio», un nom probablement utilitzat també per Luigi Longo.
Com a figura oficial del Comitè d'Alliberament Nacional, va rebre el 28 d'abril de 1945 l'ordre d'entrar a la comune de Dongo i executar la pena capital decretada contra Mussolini i altres membres jeràrquics del règim feixista. La mort de Mussolini segueix encara avui envoltada de misteri, malgrat tot, Audisio sempre va sostenir que ell mateix va afusellar el dictador i la seva companya Clara Petacci.
Després de la guerra, Audisio va continuar militant al si del moviment comunista. El 1948 va ser elegit per a la Cambra dels Diputats com a representant d'Alessandria, la seva ciutat natal, en les llistes del Partit Comunista Italià, que en aquells temps formava part del Front Democràtic Popular. Va estar actiu al si del partit fins a la seva entrada al Senat d'Itàlia el 1963, que va abandonar el 1968 per treballar a l'empresa petroliera Eni.
Walter Audisio va morir cinc anys més tard, el 1973, d'un infart de miocardi. Les seves memòries, titulades In nome del popolo italiano, es van publicar el 1975, dos anys després de la seva mort.